# John G. Trump
John George Trump (Nueva York, 21 de agosto de 1907-Cambridge (Massachusetts), 21 de febrero de 1985) fue un ingeniero y físico estadounidense. En 1983 recibió la Medalla Nacional de Ciencias y fue miembro de la Academia Nacional de Ingeniería de los Estados Unidos.
Trump fue reconocido por el desarrollo de la radioterapia y por desarrollar, en colaboración con Robert Jemison van de Graaff, uno de los dos primeros generadores de rayos X de millones de voltios. 
La Academia Nacional de Ingeniería de los Estados Unidos dice que fue «un pionero en las aplicaciones científicas, de ingeniería de máquinas de alta tensión».
Fue hermano del empresario Fred Trump y tío de Donald Trump (empresario y presidente de los Estados Unidos).

## Condecoraciones
- Medalla del rey por el valor en la causa de la libertad, otorgada por el rey Jorge VI (1947)[1]
- Certificado presidencial al mérito, entregado por el presidente Harry Truman (1948)[1]
- Medalla Lamme IEEE, del Instituto de Ingenieros Electricistas y Electrónicos (1960)[1]
- Medalla Nacional de Ciencias, entregada por el presidente Ronald Reagan (1983)[1]

## Formación
- 1929: Bachelor of Science en ingeniería eléctrica en el Instituto Politécnico de la Universidad de Nueva York.
- 1931: Master of Science en física en la Universidad de Columbia
- 1933: Doctorado en ingeniería eléctrica en el Instituto de Tecnología de Massachusetts